# Левицкое (село)
Левицкое (укр. Левицьке; до 2024 года — Граждановка) — село в Первомайском районе Николаевской области Украины.
Основано в 1899 году. Население по переписи 2001 года составляло 195 человек. Почтовый индекс — 56332. Телефонный код — 5135. Занимает площадь 0,678 км².

## Местный совет
56332, Николаевская обл., Врадиевский р-н, с. Нововасилевка, ул. Мира, 14